# Los Nacimientos (Belén)
Los Nacimientos es una localidad de la provincia argentina de Catamarca, dentro del Departamento Belén.

## Ubicación
La localidad se encuentra en el kilómetro 4.165 de la Ruta Nacional 40, a 75 km al norte de la ciudad de Belén y a 100 km al sur de Santa María.
Es una de las localidades más cercanas a la mina La Alumbrera.

## Población
Para el año 2022 contaba con 41 habitantes.
Según el censo de 2010 contaba con215 habitantes (Indec, 2010), lo que representó un descenso del 10% frente a los 239 habitantes (Indec, 2001) del censo anterior. 
| Gráfica de evolución demográfica de Los Nacimientos entre 1991 y 2010 |
|                                                                       |
| Fuente: Censos nacionales del INDEC                                   |

## Sismicidad
La sismicidad de la región de Catamarca es frecuente y de intensidad baja, y un silencio sísmico de terremotos medios a graves cada 30 años en áreas aleatorias. Sus últimas expresiones se produjeron:
- 21 de octubre de 1966 (58 años), a las 12.39 UTC-3 con 5,0 Richter.
- 3 de noviembre de 1973 (51 años), a las 14.17 UTC-3 con 5,8 Richter: además de la gravedad física del fenómeno se unió el olvido de la población a estos eventos recurrentes[cita requerida]
- 7 de septiembre de 2004 (20 años), a las 8.53 UTC-3, con una magnitud aproximadamente de 6,5 en la escala de Richter (terremoto de Catamarca de 2004)[2]